# Dejene Birhanu
Dejene Birhanu, ibland stavat Dejene Berhanu, född 12 december 1980 i Addis Alem, Oromia, död 29 augusti 2010, var en etiopisk friidrottare som tävlade i medel- och långdistanslöpning.
Birhanu deltog vid Olympiska sommarspelen 2004 på 5 000 meter där han slutade på femte plats. Samma år blev han tvåa vid IAAF World Athletics Final i Monaco på samma distans. Vid VM 2005 var han åter i final på 5 000 meter och slutade denna gång på åttonde plats. 
Vid VM 2007 valde han att tävla i maraton och slutade då 31:a. 

## Personliga rekord
- 5 000 meter - 12.54,15
- 10 000 meter - 27.12,22
- Maraton - 2:08.46